# Фиденций Падуанский
Фиденций (II век) — святой, епископ Падуи. День памяти — 16 ноября.
Считается, что святой Фиденций был третьим епископом Падуи: после святого Просдоция и перед святым Максимом.
Происхождение святого Фиденция покрыто тайной, но имеются основания полагать, что он был родом из Восточной Европы. Почитание святого Фиденция вошло в силу в 964 году, когда после ряда чудесных событий, тело было обретено в небольшом городке Польверара, что неподалёку от Падуи.
Священные останки святого были тайно похоронены в сельской местности на окраине Падуи в 602 году, когда Курия Падуи бежала из города в Маламокко из-за нашествия лангобардов. В 774 году высокое патавианское духовенство возвратилось в город Падуя, и в 970 году тогдашний епископ Падуи Гауслин Трансалгардо (Gauslino Transalgardo) распорядился перенести мощи в селение, ныне называемое Мельядино-Сан-Фиденцио И расположенное на южных границах епархии. Причина этого перенесения вероятно связана с желанием епархии Падуи подтвердить определённое влияние на территории, спорной между Падуей и Вероной. Это, вероятно, не случайно, что церковь в нескольких километрах от Мельядино-Сан-Фиденцио была посвящена святому Зенону, известному святому из Вероны.
С тех пор тело святого хранится в склепе церкви, носящего его имя. Этот святой весьма почитаем в тех краях, что делало эти края религиозным центром Нижней Падуи.